# Nonoai (Santa Maria)
Nonoai (pronunciación portuguesa: [????], «João Pereira de Almeida, Baron de Nonoai») es un barrio del distrito de Sede, en el municipio de Santa Maria, en el estado brasileño de Río Grande del Sur. Está situado en la zona central de Santa Maria.

## Villas
El barrio contiene las siguientes villas: Conjunto Residencial João Rolim, Nonoai, Parque Residencial Jardim Tamanday, Parque Residencial Panorama, Vila Nonoai.
| Noroeste: Centro Nossa Senhora Medianeira | Norte: Centro / Nossa Senhora de Lourdes                 | Nordeste: Nossa Senhora de Lourdes |
| Oeste: Nossa Senhora Medianeira           |                                                          | Este: Nossa Senhora de Lourdes     |
| Suroeste: Nossa Senhora Medianeira        | Sur: Nossa Senhora Medianeira / Nossa Senhora de Lourdes | Sureste: Nossa Senhora de Lourdes  |